# توندر
تَوَنْدَر روستایی از توابع بخش بررود شهرستان کوهسرخ در استان خراسان رضوی است و این روستا در دهستان تکاب قرار دارد و براساس سرشماری سال ۱۳۹۵ جمعیت آن ۸۴۶ نفر است.